# 栗冠凤鹛
栗冠凤鹛（学名：Staphida everetti），是雀形目绣眼鸟科的一种鸟类。

## 特征
栗冠凤鹛体重约12.1克，翼长约60.1毫米，嘴峰长约11.2毫米，喙宽度约3.1毫米，喙厚度约3.5毫米，跗蹠长约16.7毫米，尾长约58.6毫米。栗冠凤鹛在其分布区内为留鸟，其栖息在密集的高大树木组成的森林中，食性为肉食性，主要食物来源是陆生无脊椎动物。

## 分布
北婆罗洲的山地森林。